# Marcelino Antônio Dutra
Marcelino Antônio Dutra (Desterro, atual Florianópolis, 19 de junho de 1809 — Desterro, 13 de julho de 1869) foi um professor, promotor público, poeta, jornalista polemista e político brasileiro, pai do também poeta Antero dos Reis Dutra.
É considerado o primeiro escritor catarinense.

## Biografia
Era filho do Alferes Manoel Garcia Dutra e de Joaquina Maria da Conceição. Seus avós paternos foram Manoel Dutra Fialho, natural da Ilha do Pico (Açores), freguesia de São Mateus, e Joana Maria de Freitas, natural da freguesia de São Vicente, Ilha da Madeira. Os avós maternos eram Francisco Antônio Correia e Francisca Rosa Joaquina, ambos naturais do  município da Horta, Ilha do Faial, Açores - ele da freguesia da Feteira, e ela da "freguesia de Nossa Senhora do Rosário".
Sua avó paterna, Joana Maria de Freitas, estava entre os migrantes da "primeira lista" - aqueles que partiram da Ilha da Madeira para povoar a Ilha de Santa Catarina, na segunda metade do século XVIII. Era filha de  António dos Santos Vicente, oficial de carpinteiro, serrador e lavrador, e de sua esposa, Maria de Freitas. O casal e seus filhos Antônio, Francisco, Joana, Antônia, Vicência vieram como agregados da família do capitão Henrique César Berenguer de Bettencourt (ou Henrique Cesar de Berenger e Bitencourt).
Casou-se com Florinda Cândida de Freitas a 16 de agosto de 1840, após dedicar-lhe versos apaixonados. Com ela, teve dois filhos - Ovídio Antônio Dutra (1843 – 1877), funcionário público e político e Marcelino Antônio Dutra Filho. Marcelino teve também dois filhos fora do casamento: Juvêncio e Antônio Reis Dutra (1835 – 1911), ambos poetas.
Autodidata, em 1832, Marcelino Antônio Dutra era mestre-escola em sua freguesia. Filiado ao Partido Liberal, antes denominado "Partido Judeu" chefiado então por Jerônimo Coelho, Dutra foi deputado provincial de 1844 a 1867, tendo sido presidente da Assembléia Provincial, em 1857 e de 1861 a 1862. A partir de 1852, foi também promotor público até 1868.
Jornalista, publicou seus poemas até mesmo no Rio de Janeiro. Satírico, notabilizou-se pelos versos denominados Assembléia das Aves, relacionados à campanha política de 1847, nos quais ridicularizava os políticos do Partido Conservador, que no Desterro era apelidado  "Partido Cristão" e representava a burguesia comercial local e os clérigos, sendo seu líder Arcipreste Paiva.

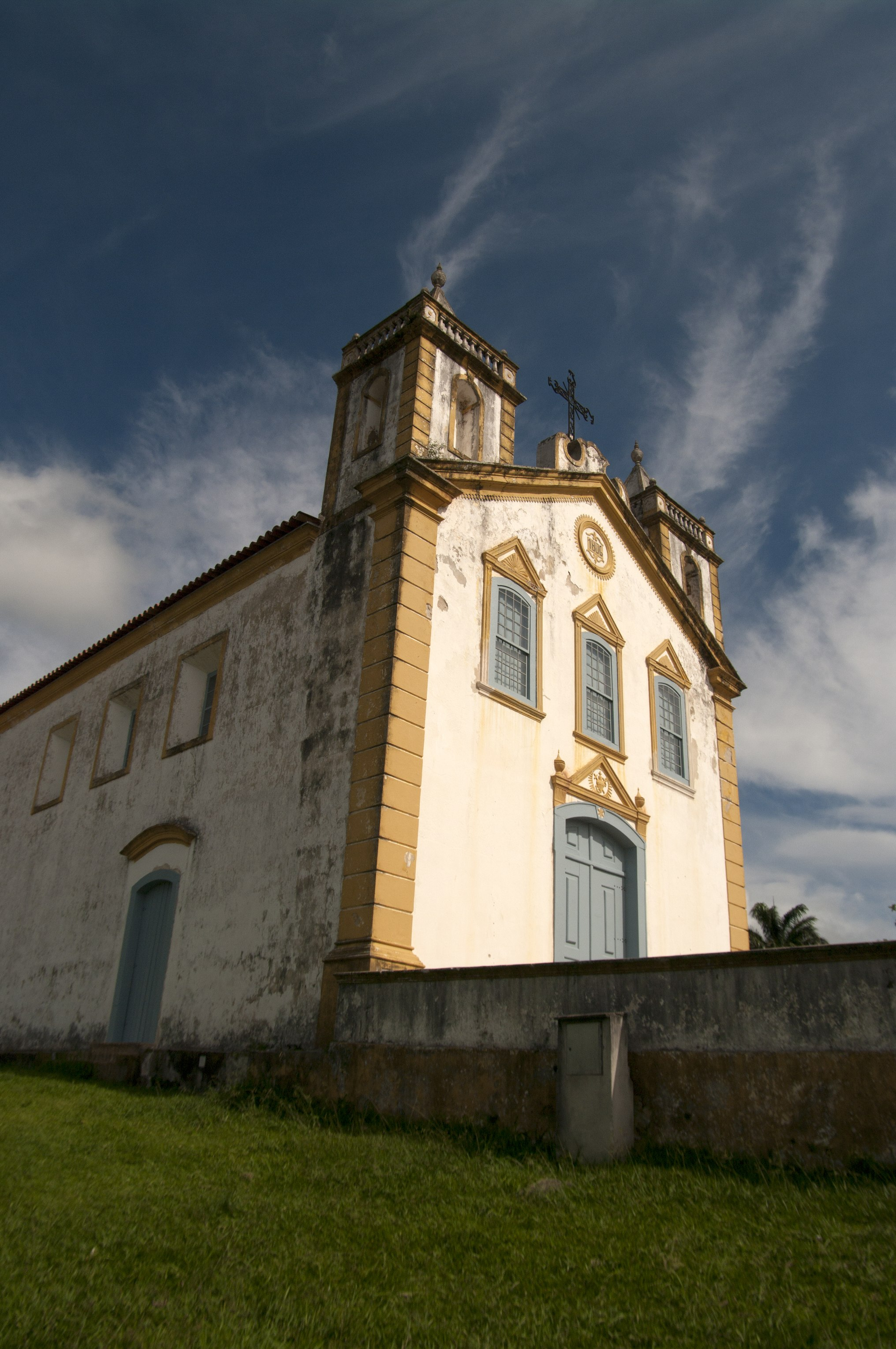
Igreja do Ribeirão da Ilha, em Florianópolis. Terra de Marcelino Antônio Dutra.

Figura pitoresca, Dutra costumava chegar de canoa ao trapiche que dava acesso ao mercado público municipal, trazendo hortaliças diversas do Ribeirão da Ilha. Ali descarregava a canoa e, "com aquele ar de matuto que nunca perdeu, rumava para a Assembléia, onde se tornava, de repente, ardoroso combatente". Os adversários o apelidaram "Poeta do Brejo". Foram famosas as suas polêmicas com o Arcipreste Paiva e as suas poesias satíricas publicadas nos jornais da cidade. Usou diversos pseudônimos, como Inhato-Mirim, Gil Fabiano, Poeta do Brejo (ou P. do B.) além da sigla M.A.D.
Foi administrador do primeiro cemitério público de Florianópolis, situado na cabeceira da Ponte Hercílio Luz, ao lado do primeiro cemitério alemão, e criou vários epitáfios, dentre eles o seu:
Aqui jaz
Marcelino Antônio Dutra
Que mil e poucos registrou
E que, no final
Também entrou
Todavia não foi enterrado lá, mas no seu distrito natal, Ribeirão da Ilha.

## Obra
- Assembleia das aves - Poemeto em quatro cantos[12]

## Representação na cultura
Marcelino Antônio Dutra é patrono da cadeira 34 da Academia Catarinense de Letras.